# قنات نو (خرم‌بید)
قنات نو (خرم‌بید)، روستایی از توابع بخش مشهد مرغاب شهرستان خرم‌بید در استان فارس ایران است.

## جمعیت
این روستا در دهستان شهیدآباد قرار دارد و بر اساس سرشماری مرکز آمار ایران در سال 1390، جمعیت آن ۱۶۹ نفر (۵۲خانوار) بوده‌است.
نام زمین‌های کشاورزی: مزرعه قنات نو، گورک، عین البرز، چشمه یخ-گزر
جاذبه گردشگری:
تپه قنات نو مربوط به دوره ساسانیان است و در شهرستان خرم بید، بخش مشهد مرغاب، دهستان شهید آباد، ۳۰۰ متری شرق روستای قنات نو واقع شده و این اثر در تاریخ ۲۶ اسفند ۱۳۸۶ با شمارهٔ ثبت ۲۱۸۵۱ به‌عنوان یکی از آثار ملی ایران به ثبت رسیده است. خط آهنی دارد که از بین زمین‌های کشاورزی عبور می‌کند. زمستان‌های بسیار جذاب و دیدنی با مردمی مهمان‌پذیر دارای آداب و رسوم اصیل و سوغات:گردو، بادام، آلو، انگور